# Сважендз (гмина)
Сважендз (пол. Swarzędz) — гмина (уезд) в Польше, входит как административная единица в Познанский повет, Великопольское воеводство. Население — 41 721 человек (на 2008 год).

## Соседние гмины
1. Гмина Червонак
2. Гмина Клещево
3. Гмина Костшин
4. Гмина Победзиска
5. Познань